# Petpuzzel
Een petpuzzel is een woordpuzzel met woordparen die door dezelfde begin- of eindletters met elkaar verbonden zijn. De woorden hebben vaak dezelfde lengte, de samenstellende helften zijn door ‘haken’ met elkaar verbonden.

## Uitleg
|                                             |  |  |
| Voorbeeldopgave (links); oplossing (rechts) |  |  |

De verticale term PAN uit de eerste kolom vormt zowel de woorden PANAMA als PANTER. Op dezelfde manier vormen ook de opvolgende elementen twee woorden (RUITER en RUIKER, enz.). De plaatsen waar woorden aan elkaar worden ‘gehaakt’, zijn meestal aangegeven met pijlen. De puzzels zijn moeilijker op te lossen als de omschrijvingen niet op volgorde staan, maar door elkaar.

### Omschrijvingen bij de voorbeeldpuzzel

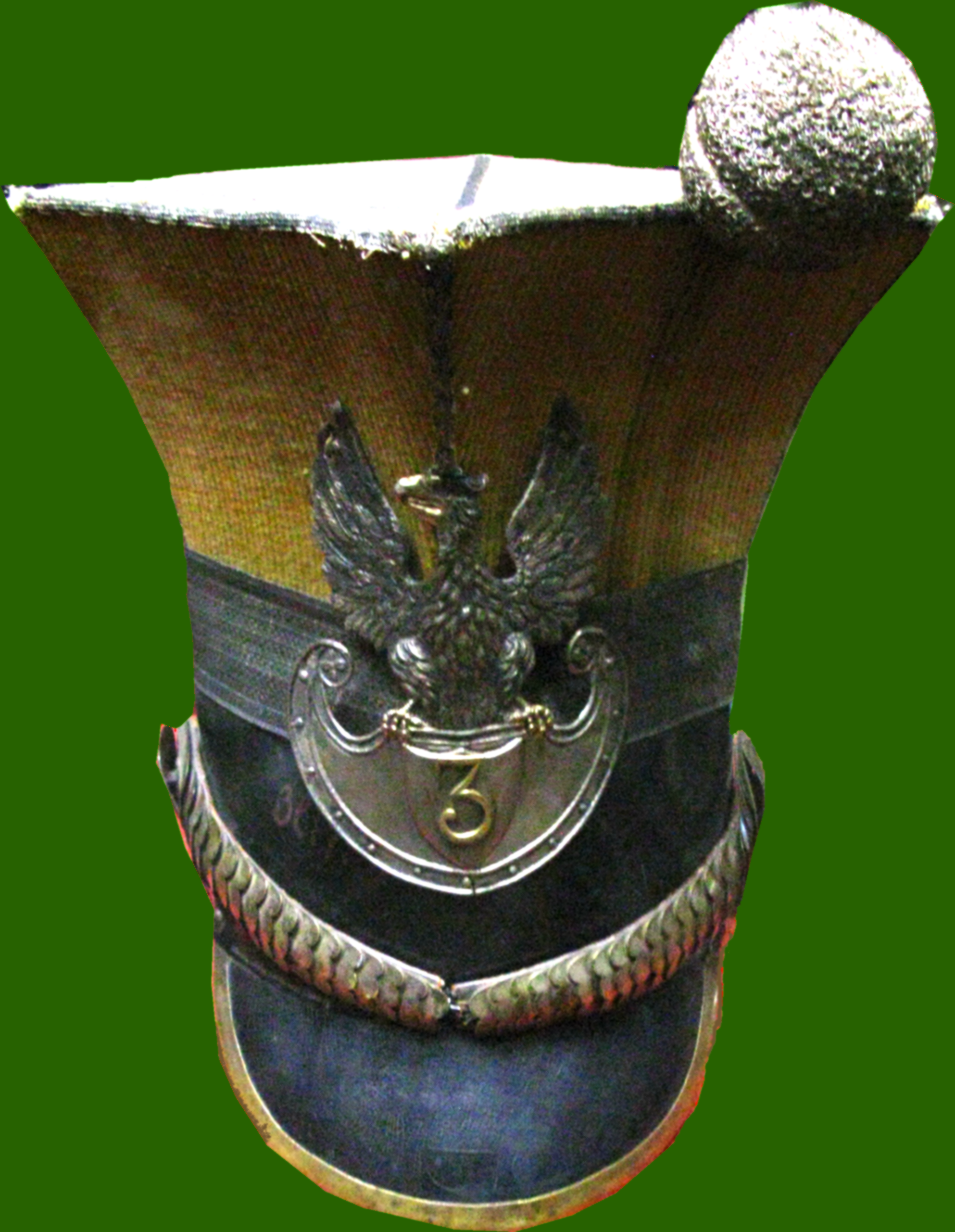
Czepka van een officier

* land in Midden-Amerika * gevlekt roofdier * paardrijder * bos bloemen * vuurmaker * tijdstip * rangtelwoord * welig * fatsoenlijk * kookplaats * knerpen * heel flink * tweedrachtig * vals * versterkt kasteel * onderdaan * rank en smal * balspel

## Naam
De petpuzzel werd in 1973 bedacht door de Pool Witold Lasek ("Szaradzista" 13-14/1973). Hij gaf het de Poolse naam Czepka. Czepka is in het Pools, het Wit-Russisch en Russisch het algemene woord voor ‘pet’. De naam werd waarschijnlijk het meest bekend bij Engelstaligen als term voor een 19de-eeuws Pools hoofddeksel. Zo'n czepka heeft een vierkante bovenzijde en werd vooral gedragen door leden van de Poolse cavalerie.